# Partido Humanista (Chili)
De Partido Humanista (Nederlands: Humanistische Partij, PH) is een Chileense politieke partij die in 1984 werd opgericht. De partij is een linkse en progressieve politieke partij.

## Geschiedenis
De Partido Humanista (PH) ontstond in maart 1984 als een ondergrondse politieke partij die gekant was tegen de militaire dictatuur van president Augusto Pinochet. Op 5 maart 1988 werd de partij officieel toegelaten en ingeschreven in het kiesregister. De partij sloot zich aanvankelijk aan bij de Concertación van centrumlinkse partijen, maar later (1991) werd de samenwerking verbroken. In 1989 was de PH een van de oprichtende partijen van de Humanistische Internationale in Florence, Italië. Laura Rodríguez (1957-1992) nam in 1990 als eerste politicus van een humanistische politieke partij zitting in een nationaal parlement toen zij in de Kamer van Afgevaardigden van Chili werd gekozen.

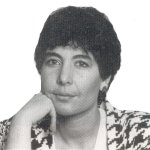
Laura Rodríguez (1957-1992), Afgevaardigde 1990-1992

In 1990 kwam er een samenwerking overeen met de groene partij Los Verdes onder de naam Alianza Humanista Verde (Humanistische en Groene Alliantie). Deze samenwerking ging in 1995 ter ziele waarna de humanisten weer onder de oude naam Partido Humanista optrokken. Tot 2003 vormde de partij geen allianties meer met andere partijen, maar in dat jaar kwam daar verandering in toen de PH een van de leden werd van de Juntos Podemos Más por Chile (Samen Kunnen we Meer voor Chili Betekenen). De Juntos Podemos Más bestaat naast de PH ook uit de PCCh, IC, MIR en PC(AP). Juntos Podemos Más boekt als samenwerkingsverband redelijke successen en is ook in het parlement vertegenwoordigd; er is echter na Rodríguez, die in 1992 overleed, nooit meer een lid van de PH als parlementariër gekozen.
In 2017 vormden een aantal linkse partijen, waaronder de PH, het Frente Amplio.

## Presidentskandidaten
- 1989: Patricio Aylwin (PDC, gesteund)
- 1993: Cristián Reitze Campos (Alianza Humanista Verde)
- 1999: Tomás Hirsch Goldschmidt (Partido Humanista)
- 2005: Tomás Hirsch Goldschmidt (Partido Humanista)
- 2009: Marco Enríquez-Ominami (Onafh., gesteund)
- 2013: Marcel Claude (Partido Humanista)

| Jaar | Aantal afgevaardigden (totaal aantal zetels tussen haakjes) | Aantal senatoren (totaal aantal zetels tussen haakjes) |
| ---- | ----------------------------------------------------------- | ------------------------------------------------------ |
| 1989 | 1 (120)                                                     | 0 (38)                                                 |
| 1993 | 0 (120)                                                     | 0 (38)                                                 |
| 1997 | 0 (120)                                                     | 0 (38)                                                 |
| 2001 | 0 (120)                                                     | 0 (38)                                                 |
| 2005 | 0 (120)                                                     | 0 (38)                                                 |
| 2009 | 0 (120)                                                     | 0 (38)                                                 |
| 2013 | 0 (120)                                                     | 0 (38)                                                 |